# Autoportrait (chanson)
Pour les articles homonymes, voir Autoportrait (homonymie).
Singles de Johnny Hallyday
La Douceur de vivre
(2011) L'Attente
(2012)
Clip vidéo
[vidéo] « Johnny Hallyday - Autoportrait (2011) », sur YouTube
[vidéo] « Johnny Hallyday - Autoportrait - concert Tour Eiffel (2011) », sur YouTube
Autoportrait est une chanson française de blues rock de Johnny Hallyday. Écrite par Maurice Lindet et composée par John Mamann, sortie chez le major Warner Music Group en téléchargement de musique gratuit le 3 décembre 2011, et en disque vinyle 45 tours 25cm collector inédit édition limitée de 1 000 exemplaires en 2012. 

## Histoire
Après la sortie en mars 2011 de son 47e album studio Jamais seul et après un passage sur les planches, au Théâtre Édouard-VII, du 6 septembre au 19 novembre 2011, dans le rôle de Chicken de la pièce de théâtre Le Paradis sur terre de Tennessee Williams, Johnny Hallyday annonce en décembre sa 181e tournée  dont le « coup d'envoie » est prévue pour le printemps 2012. À cette occasion Il interprète Autoportrait pour la première fois lors du concert événementiel promotionnel privé,, depuis le premier étage de la Tour Eiffel à Paris, le soir du samedi 3 décembre 2011,, pour présenter à la presse et aux médias sa tournée mondiale de 32 dates (initialement prévues, le Tour 2012 en contiendra finalement le double, dont trois au Stade de France). Au cours du récital, Johnny Hallyday chante à deux reprises Autoportrait, la chanson placée en troisième position (après Je suis né dans la rue et Fils de personne), conclut également le récital après rappel.  
Le soir même après le concert, Autoportrait dans sa version studio est mise en ligne à titre promotionnel au public gratuitement en téléchargement,. Le titre sort également en disque vinyle maxi 45 tours collector inédit édition limitée de 1 000 exemplaires, mis en vente exclusivement le samedi 21 avril 2012, à l'occasion de la journée annuelle de promotion Disquaire Day.

## Thème et paroles
Johnny Hallyday (alors âgé de 67 ans), dresse avec la chanson autoportrait un portrait de lui-même, où il révèle qu'il est tout et son contraire, que tout à la fois : 
« il est lâche et fort, qu'il est tout ce que qu'on veux, un héros, un cador, […], une idole, un peureux, un timide mal à l'aise dès qu'il est plus que deux, […], qu'il est grand, qu'il est roi quand il est sur la scène, qu'il est qui qu'il est quoi quand il [lui] fait une scène, […], qu'il est bien pensant et rebelle, qu'il est lui, qu'il est l'autre, et tout ce qui existe, le pardon et la faute, qu'il est l'œuvre et l'artiste… »
Affirmant en leitmotiv (c'est le refrain), « qu'on lui a fait tant d'autoportraits qui lui ressemblaient trait pour trait, qu'il ne sait plus vraiment qui il est ni à quel moment, mais que ce qui est vrai (il le jure), il ne serait plus personne "si un jour toi tu m'abandonnes" », le « toi » étant tout à la fois l'être aimé et le public.
(paroles Maurice Lindet, extraits)

## Liste des pistes
Disque vinyle 45 tours 25cm collector édition limitée de 1 000 exemplaires : Warner 2564660005
1. Autoportrait - 3:38
2. Version instrumentale de Autoportrait : 3:38

## Classement par pays
| Classement (2012) | Meilleure position |
| ----------------- | ------------------ |
| France (SNEP)     | 23                 |